# Schauenburg és Holstein grófjainak listája
Az alábbi lista Schauenburg és Holstein grófjait tartalmazza uralkodásuk sorrendjében.

## Az egységes hercegség (1111–1261)
| Név                 | Uralkodása                     | Megjegyzések                     |
| ------------------- | ------------------------------ | -------------------------------- |
| I. Adolf            | gr.: 1111, †1130. november 13. | Schauenberg grófja már 1106-tól. |
| II. Adolf (* 1128)  | gr.: 1131, †1164. július 6.    |                                  |
| III. Adolf (* 1158) | gr.: 1164, †1225. január 3.    |                                  |
| IV. Adolf (* 1195)  | gr.: 1225, †1261. július 8.    |                                  |

## A felosztott hercegség

### Holstein-Kiel (1261–1390)
| Név                 | Uralkodása                          | Megjegyzések |
| ------------------- | ----------------------------------- | ------------ |
| I. János (* 1229)   | gr.: 1261, †1263. április 20.       |              |
| V. Adolf (* 1252)   | gr.: 1263–1273, †1308. november 11. |              |
| II. János (* 1253)  | gr.: 1263–1316, †1321               |              |
| III. János (* 1297) | gr.: 1316, †1359. szeptember 27.    |              |
| VII. Adolf          | gr.: 1359, †1390                    |              |

### Holstein-Itzehoe (1261–1290)
| Név                 | Uralkodása                     | Megjegyzések |
| ------------------- | ------------------------------ | ------------ |
| I. Gerhárd (* 1232) | gr.: 1261, †1290. december 21. |              |

### Holstein-Plön (1290–1390)
| Név                               | Uralkodása                    | Megjegyzések         |
| --------------------------------- | ----------------------------- | -------------------- |
| II. Gerhárd (* 1254)              | gr.: 1290, †1312. október 28. |                      |
| IV. Gerhárd (* 1277)              | gr.: 1312, †1323              |                      |
| III. János (* 1297)               | gr.: 1312–1316, ld. alább     | Holstein-Kieli gróf. |
| V. Gerhárd (* 1315)               | gr.: 1323, †1350              |                      |
| Holstein-Kieli uralom (1350–1390) |                               |                      |

### Holstein-Pinneberg (1290–1640)
| Név                                | Uralkodása                     | Megjegyzések |
| ---------------------------------- | ------------------------------ | ------------ |
| VI. Adolf (* 1256)                 | gr.: 1290, †1315               |              |
| VII. Adolf (* 1297)                | gr.: 1315, †1354. június 5.    |              |
| VIII. Adolf                        | gr.: 1354, †1370               |              |
| I. Ottó (* 1330 k.)                | gr.: 1370, †1404               |              |
| IX. Adolf (* 1370 k.)              | gr.: 1404, †1426. október 9.   |              |
| II. Ottó (* 1400)                  | gr.: 1426, †1464. június 1.    |              |
| X. Adolf (* 1419)                  | gr.: 1464, †1474. május 24.    |              |
| Erik (* 1420)                      | gr.: 1474, †1492. március 24.  |              |
| III. Ottó (* 1426)                 | gr.: 1492, †1510               |              |
| Antonius (* 1439)                  | gr.: 1510, †1526. december 22. |              |
| IV. János (* 1449)                 | gr.: 1526, †1527. március 30.  |              |
| I. Jobst (* 1483)                  | gr.: 1527, †1531. június 5.    |              |
| V. János (* 1512)                  | gr.: 1531, †1560. január 10.   |              |
| II. Jobst (* 1520)                 | gr.: 1531, †1581. május 29.    |              |
| IV. Ottó (* 1517)                  | gr.: 1533, †1576. december 21. |              |
| XI. Adolf (* 1547. február 27.)    | gr.: 1576, †1601. július 2.    |              |
| Ernő (* 1569. szeptember 24.)      | gr.: 1601, †1622. január 22.   |              |
| Jobst Hermann (* 1593. október 6.) | gr.: 1622, †1635. november 5.  |              |
| V. Ottó (* 1614. március 1.)       | gr.: 1635, †1640. november 15. |              |

### Holstein-Rendsburg (1290–1459)
| Név                   | Uralkodása                       | Megjegyzések |
| --------------------- | -------------------------------- | ------------ |
| I. Henrik (* 1258)    | gr.: 1290, †1304                 |              |
| III. Gerhárd (* 1292) | gr.: 1304, †1340. április 1.     |              |
| II. Henrik (* 1317)   | gr.: 1340–1382, †1384            |              |
| Miklós (* 1321)       | gr.: 1382, †1397. május 8.       |              |
| II. Albert (*?)       | gr.: 1397, †1403. szeptember 28. |              |
| VI. Gerhárd (* 1367)  | gr.: 1403, †1404. augusztus 4.   |              |
| IV. Henrik (* 1397)   | gr.: 1404, †1427. május 28.      |              |
| VII. Gerhárd (* 1404) | gr.: 1427, †1433                 |              |
| VIII. Adolf (* 1401)  | gr.: 1433, †1459. december 4.    |              |

### Holstein-Segeberg (1273–1308,1381–1403)
| Név               | Uralkodása                     | Megjegyzések |
| ----------------- | ------------------------------ | ------------ |
| V. Adolf (* 1252) | gr.: 1273, †1308. november 11. |              |
| ...               |                                |              |
| II. Albert        | gr.: 1381, †1403               |              |

## Fordítás
- Ez a szócikk részben vagy egészben  a   Counts of Schauenburg and Holstein című angol Wikipédia-szócikk fordításán alapul.  Az eredeti cikk szerkesztőit annak laptörténete sorolja fel. Ez a jelzés csupán a megfogalmazás eredetét és a szerzői jogokat jelzi, nem szolgál a cikkben szereplő információk forrásmegjelöléseként.